# Oddone di Tonengo
Oddone di Tonengo (deutsch: Otto von Tonengo; † 1250/51) war ein Kardinal der römisch-katholischen Kirche im 13. Jahrhundert. Er ist ebenfalls unter den Namen Oddone Candidus und Oddone di Montferrato bekannt, da er aus dem in der Markgrafschaft Montferrat gelegenen Tonengo stammte. Deshalb wird er oft der Markgrafenfamilie von Montferrat zugerechnet, was aber durch keine zeitgenössischen Belege gestützt wird.

## Leben
Oddone begann seine Karriere als Kanoniker in Ivrea und war 1224 einer der Gesandten der Universität von Bologna, die bei Papst Honorius III. eine Bestätigung ihrer Statuten erlangten. Nachdem er zum päpstlichen Kaplan aufgestiegen war, wurde er am 18. September 1227 von Papst Gregor IX. zum Kardinaldiakon von San Nicola in Carcere Tulliano ernannt. 1229 war er in Frankreich an den Friedensunterhandlungen des Legaten Romano Bonaventura zur Beendigung des Albigenserkreuzzugs beteiligt und war anschließend noch im gleichen Jahr selbst als Legat in Deutschland tätig. Dort hatte er erfolglos für eine Absetzung des erstmals gebannten Kaisers Friedrich II. und dessen Sohn König Heinrich (VII.) geworben. Zwischen dem 8. Januar und 24. Februar 1231 saß er einer Synode in Würzburg vor. Zurück in Italien fungierte er 1232 erfolglos als Vermittler zwischen dem Lombardenbund und dem Kaiser.
Im Frühjahr 1237 wurde Oddone zum Legaten für England, Wales und Irland ernannt. Auf einer noch im selben Jahr in Saint Paul’s von London abgehaltenen Synode legte er den Streit zwischen dem Erzbischof von Canterbury und jenem von York um den Primat in der englischen Kirchenhierarchie bei, indem er beide in einer Kompromisslösung auf gleicher Höhe, ersteren an seiner rechten und letzteren an seiner linken Seite, ihre Plätze wies. Als Vorbild diente eine Darstellung in einer von ihm mitgeführten päpstlichen Bulle, die das heiligte Kreuz zeigte, das rechts daneben vom heiligen Paulus und links daneben vom heiligen Petrus flankiert wurde. Seither nimmt der Erzbischof von Canterbury die Stellung des „Primas von ganz England“ und der Erzbischof von York die des „Primas von England“ ein. Im September 1237 führte Oddone drei Tage lang in York Verhandlungen zwischen dem englischen König und dem schottischen König Alexander II., die zum Abschluss des Vertrags von York führten. Im Juni 1239 leitete Oddone in der Westminster Abbey die Taufe des neu geborenen Prinzen Eduard, dem späteren König Eduard I. von England.
Im Frühjahr 1241 trat Oddone seine Rückreise nach Rom an, der Einberufung eines Generalkonzils durch Papst Gregor IX. folgend, der bereits 1239 den Kaiser zum zweiten Mal gebannt hatte. Auf der Schiffspassage von Genua nach Rom wurde die genuesische Flotte, welche die Konzilreisenden transportierte, in der Seeschlacht von Giglio von einer kaiserlichen Flotte gekapert. Nahezu alle Konzilteilnehmer gerieten in die Gefangenschaft des Kaisers. Nach Haftaufenthalten in San Miniato, Tivoli und Capua wurde Oddone im August 1242 frei gelassen und wirkte fortan mäßigend auf päpstlicher Seite im Konflikt mit dem Kaiser. Am 28. Mai 1244 wurde er vom neuen Papst Innozenz IV. zum Kardinalbischof von Porto e Santa Rufina ernannt. Darauf war er entscheidend beim Wechsel von Viterbo in das päpstliche Lager beteiligt, eine anschließende Friedensinitiative mit dem Grafen Raimund VII. von Toulouse auf kaiserlicher Seite verlief allerdings erfolglos. Im November 1244 begleitete er den Papst in das Exil nach Lyon.
Oddone starb an der Jahreswende von 1250 auf 1251 und wurde in der Dominikanerkirche von Lyon bestattet.